# 12-Stunden-Rennen von Sebring 1978

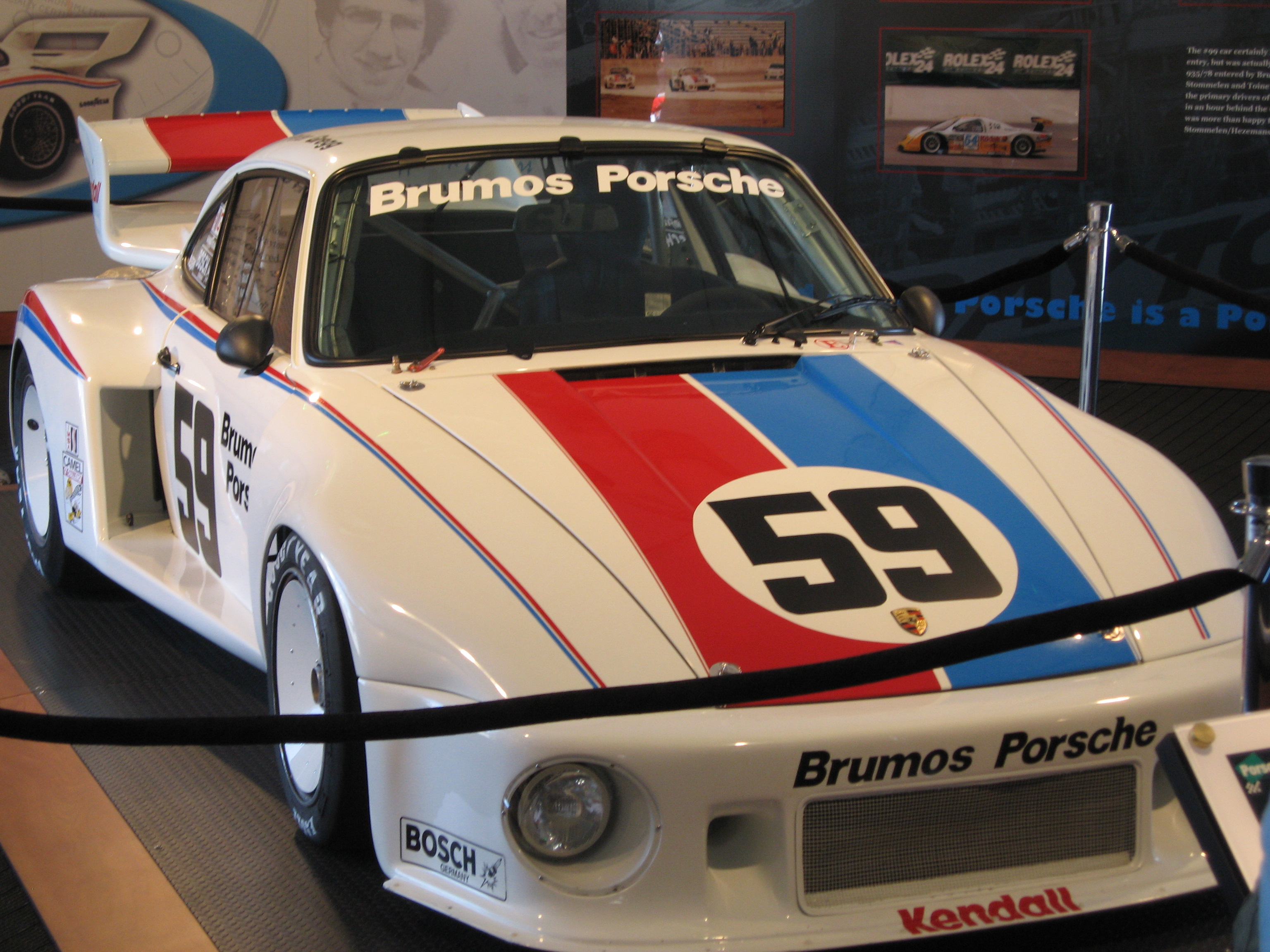
Der Brumos-Porsche 935 (Startnummer 59) von Peter Gregg und Brad Frisselle, der schon in der elften Runde nach einem Unfall von Gregg ausfiel

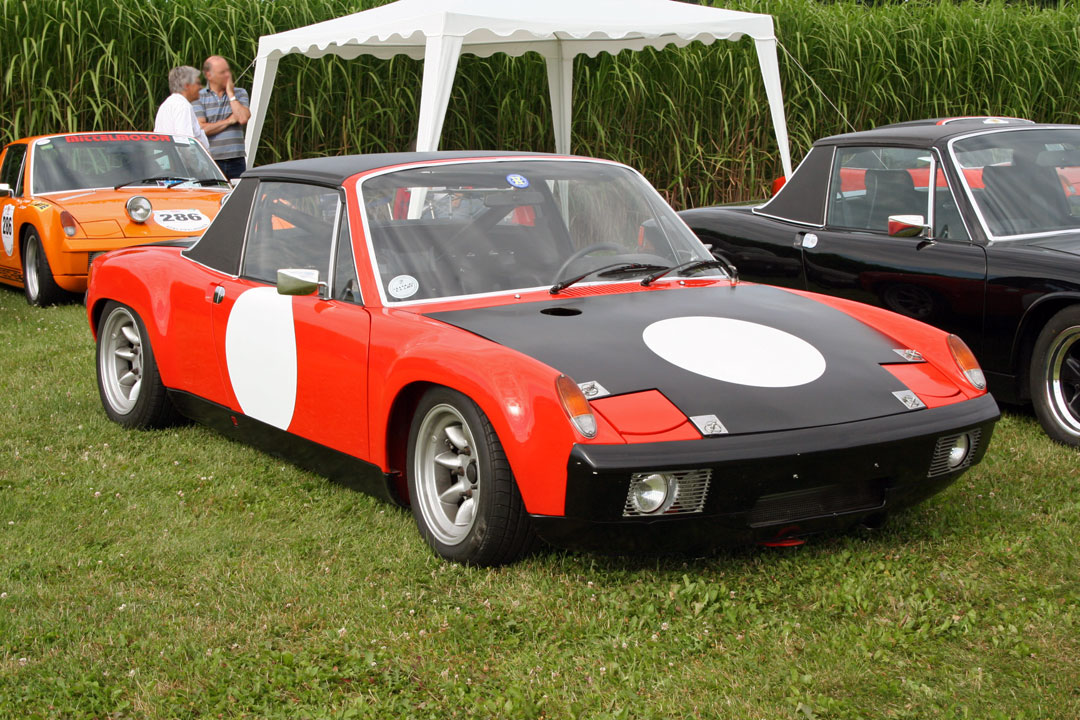
Porsche 914/6

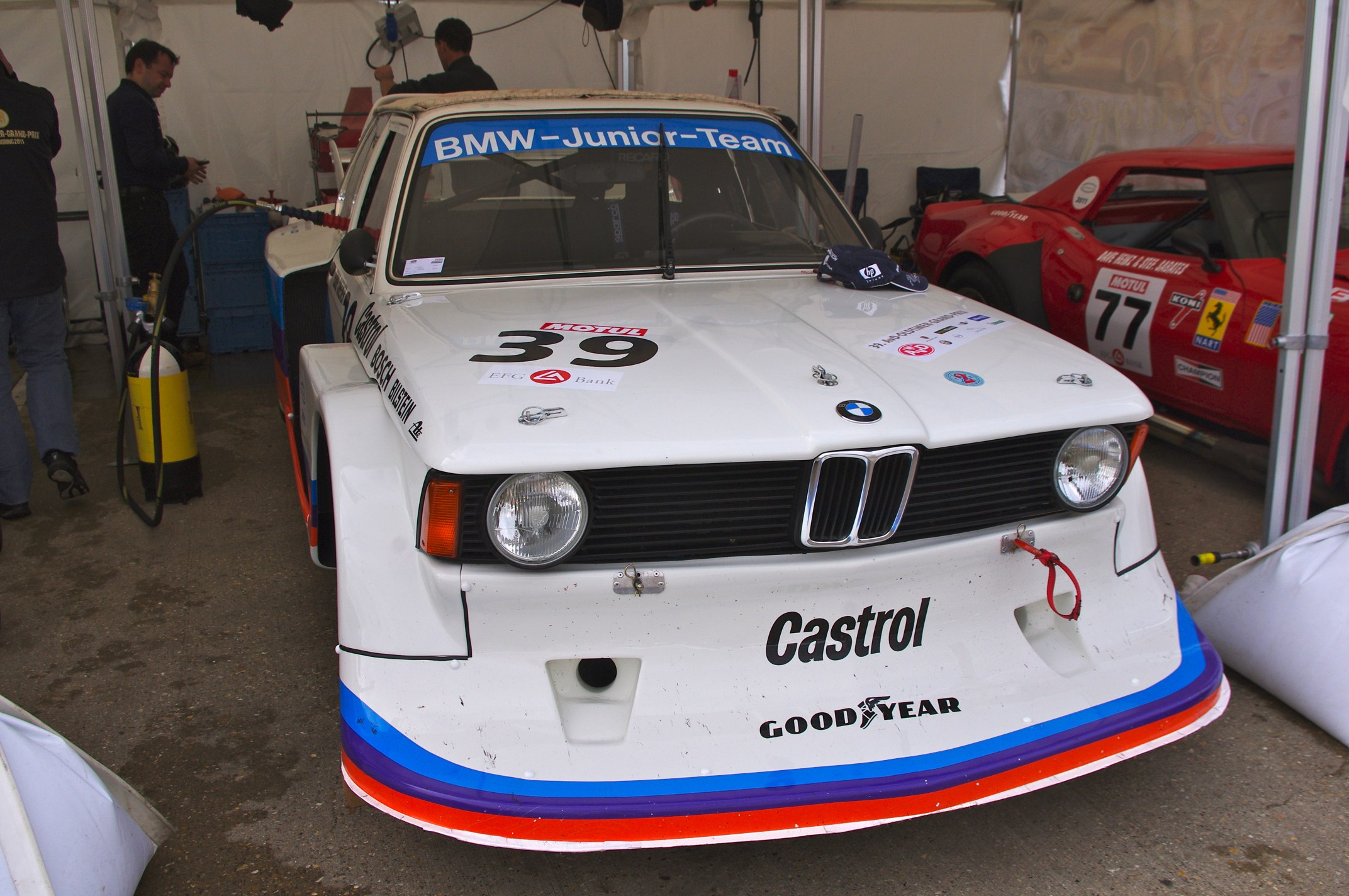
BMW 320i

Das 26. 12-Stunden-Rennen von Sebring, auch The Twelve Hours of Sebring International Grand Prix of Endurance for the Camel GT Challenge, Sebring, fand am 18. März 1978 auf dem Sebring International Raceway statt und war der zweite Wertungslauf der IMSA-GT-Serie sowie der Sportwagen-Weltmeisterschaft für Fahrer dieses Jahres.

## Vor dem Rennen
Die IMSA-GT-Serie 1978 begann am 5. Februar 1978 mit dem 24-Stunden-Rennen von Daytona. Das Rennen gewannen Rolf Stommelen, Toine Hezemans und Peter Gregg auf einem Porsche 935/77A vor den Marken- und Typenkollegen Dick Barbour, Manfred Schurti und Johnny Rutherford.

## Das Rennen
Nach dem Ende von John Greenwood als Veranstalter und Promoter des Rennens mit dem Fallen der Zielflagge 1977 übernahm mit Charles Mendez wieder ein Rennfahrer- und Rennstallbesitzer dieses Amt. Im Gegensatz zu Greenwood, der wenig an Veränderungen und Verbesserungen der Rennveranstaltung zuwege brachte, machte Mendez in kurzer Zeit aus Sebring wieder ein professionelles Rennen. Dem aus Tampa stammenden Geschäftsmann gelang es, die Coca-Cola-Company als Sponsor zu gewinnen. Einen Teil der finanziellen Mittel investierte das Veranstaltungsteam um Mendez und Dave Cowart in die Rennstrecke. Die Rennbahn wurde repariert, neue Auslaufzonen wurden geschaffen und das gesamte Areal in einen zeitgemäßen Zustand versetzt. Mendez schaffte auch eine tragfähige Kooperation mit den lokalen Behörden. In den vergangenen Jahren war es immer wieder zu Ausschreitungen von Motorradgangs gekommen, die sich in den letzten Jahren verstärkt der Campingbereiche bemächtigt hatten. In diesem Jahr wurde behördlich bekannten Gruppen bereits vor der Stadt der Zugang verwehrt. Die gesamte Veranstaltung lief 1978 vollkommen friedlich ab und erinnerte an die Bring-Your-Family-Atmosphäre der 1960er-Jahre. Außerdem zählte das Rennen in diesem Jahr – wenn auch nur in der Fahrerwertung – zur Sportwagen-Weltmeisterschaft.
1978 waren zum ersten Mal in Sebring Porsche 935 am Start. Durch die Aktivitäten von Mendez galten wieder die FIA-Regularien, die sich auch auf einen Teil der Starter auswirkten. Für die WM-Saison 1977 überarbeitete Porsche die Karosserie des nun 935/77 genannten Rennwagens nach Lockerungen im FIA-Reglement nochmals, um den Strömungswiderstand zu verringern und das Fahrverhalten zu verbessern. Äußerlich unterschied sich der 935/77 vom Vorgänger durch umfangreiche Veränderungen im Front- und Heckbereich. Die Bugschürze verlief gegenüber dem Vorgänger nicht mehr senkrecht abfallend zum Boden, sondern war schräg gestaltet. Die beiden äußeren Seiten vor den Vorderrädern hatten einen Einzug, um die Luft besser umzuleiten. Das Hauptänderungsmerkmal waren die nicht mehr eben mit der vorderen Haube verlaufenden Kotflügel. Sie hatten von der Front bis zum Cockpit verlaufende Finnen, in die die Rückspiegel eingearbeitet wurden. Am Heck waren die Änderungen noch ausgeprägter.
Vom Start weg führte David Hobbs im von McLaren North America gemeldeten BMW 320i Turbo. Hobbs hatte im Qualifikationstraining in 2:35,734 Minuten die schnellste Trainingszeit erzielt, wurde aber schon in der zweiten Runde von Rolf Stommelen im Porsche 935/77 überholt. Es begann das erwartete Duell der Porsche-935-Teams, die sich einen teilweise harten Kampf um den Gesamtsieg lieferten. In der elften Runde verunfallte Peter Gregg, blieb bei einem Überschlag jedoch unverletzt. Die stärkste Leistung boten Hurley Haywood und Bob Hagestad, die nach einer Reparatur an der Bremsanlage eine furiose Aufholjagd starteten und sich nach 12 Stunden Brian Redman, Charles Mendez und Bob Garretson nur um 35 Sekunden geschlagen gaben. Damit trat der ungewöhnliche Umstand ein, dass der Promoter sein eigenes Rennen gewann.

## Ergebnisse

### Schlussklassement
| 1                  | GTX | 9  | Dick Barbour Performance    | Brian Redman Charles Mendez Bob Garretson       | Porsche 935            | 240 |
| 2                  | GTX | 95 | Bob Hagestad                | Bob Hagestad Hurley Haywood                     | Porsche 935            | 240 |
| 3                  | GTX | 13 | Ore House - Vail            | Hal Shaw Tom Spalding                           | Porsche 935            | 239 |
| 4                  | GTO | 33 | JLP Racing                  | John Paul senior Bonky Fernandez                | Porsche Carrera RSR    | 233 |
| 5                  | GTX | 32 | Earle & Akin Racing         | Steve Earle Bob Akin Rick Knoop                 | Porsche Carrera RSR    | 225 |
| 6                  | GTU | 77 | Bill Scott Racing           | Francisco Romero Ernesto Soto                   | Porsche 911            | 219 |
| 7                  | GTU | 42 | El Sol Racing               | Chiqui Soldevilla Luis Gordillo                 | Porsche 911S           | 213 |
| 8                  | AC  | 96 | Unicure                     | Gene Felton Vince Gimondo                       | Buick Skylark          | 209 |
| 9                  | GTU | 62 | Bill Koll                   | Bill Koll David Hamren Dennis Sherman           | Porsche 914/6          | 209 |
| 10                 | GTO | 03 | Cliff Gottlob               | Cliff Gottlob Danny Terrill                     | Chevrolet Corvette     | 199 |
| 11                 | GTU | 99 | Bob Bondurant               | Steve Cook Bill Cooper Ron Southern             | Datsun 260Z            | 198 |
| 12                 | GTO | 57 | Sebring Racing              | Terry Keller Bob Gray Nort Northam              | Chevrolet Corvette     | 197 |
| 13                 | GTU | 36 | Case Racing                 | Ron Case Dave Panaccione Jack Rynerson          | Porsche 911            | 196 |
| 14                 | GTU | 50 | Fritz Hochreuter            | Fritz Hochreuter Rudy Bartling Rainer Brezinka  | Porsche 911            | 189 |
| 15                 | GTO | 48 | Autodyne                    | Luis Sereix Lyn St. James Phil Currin           | Chevrolet Corvette     | 186 |
| 16                 | GTU | 01 | Roehrig Racing Inc.         | Dave White Dana Roehrig Gary Mesnick            | Porsche 911            | 185 |
| 17                 | AC  | 92 | Road Atlanta                | Dave Sloyer Jim Fitzgerald                      | Plymouth Volare        | 184 |
| 18                 | GTU | 01 | Rennsport Porsche Works     | Michael Callas Peter Papke Jim Cook             | Porsche Carrera        | 182 |
| 19                 | GTU | 89 | Barrick Motor Racing        | Rusty Bond Ren Tilton                           | Porsche 911            | 181 |
| 20                 | GTX | 05 | Saltwater Band              | Stephen Bond Philip Dann                        | Chevrolet Monza        | 181 |
| 21                 | GTU | 85 | John Hulen                  | John Hulen Ron Coupland Nick Engels             | Porsche 914/6          | 174 |
| 22                 | GTU | 93 | Whittington Bros.           | Don Whittington Russ Boy                        | Porsche 934/5          | 172 |
| 23                 | GTU | 70 | Race Car Ent.               | Marion Speer Windle Turley                      | Porsche 911S           | 168 |
| 24                 | GTU | 71 | Foreign Exchange Racing     | John Higgins Tim Cooper James King              | Porsche 911            | 168 |
| 25                 | GTU | 88 | Hamilton House Racing       | Joseph Hamilton Chuck Wade Ron Collins          | Porsche 911            | 167 |
| 26                 | GTU | 52 | Native Tan                  | Charles Kleinschmidt Lee Culpepper William Koch | MGB GT                 | 160 |
| 27                 | GTU | 21 | DiLella Racing              | Vince DiLella Manuel Cueto                      | Porsche 914/4          | 152 |
| 28                 | GTO | 91 | Framm Promotions W. Frank   | Werner Frank Roger Schramm                      | Porsche Carrera RSR    | 140 |
| 29                 | GTU | 35 | Team Beilcke                | Bruno Beilcke Sepp Grinbold Alf Gebhardt        | BMW 2002               | 123 |
| 30                 | GTO | 12 | George Garcia               | George Garcia Daniel Vilarchao                  | Chevrolet Corvette     | 122 |
| 31                 | GTU | 61 | Faza Squadra                | Al Cosentino Jim Downing                        | Mazda RX-3             | 116 |
| 32                 | GTX | 38 | Meldeau Tire Co.            | Mike Meldeau Bill McDill                        | Chevrolet Camaro       | 113 |
| 33                 | GTX | 17 | Kenneth LaGrow              | Kenneth LaGrow Jimmy Tumbleston                 | Chevrolet Camaro       | 112 |
| 34                 | GTX | 02 | David Redszus               | David Redszus Merv Rosen                        | BMW 2002               | 111 |
| 35                 | GTX | 28 | Desperado Racing            | Clif Kearns Marty Hinze Stephen Behr            | Porsche 935            | 79  |
| Ausgefallen        |     |    |                             |                                                 |                        |     |
| 36                 | GTO | 25 | KWM Racing                  | Kenper Miller Walt Bohren                       | BMW 3.5 CSL            | 211 |
| 37                 | GTO | 58 | Diego Febles Racing         | Diego Febles Alec Poole                         | Porsche Carrera RSR    | 197 |
| 38                 | GTO | 07 | Morrison’s Inc.             | Dave Cowart Nick Craw Joe Castellano            | Porsche Carrera RSR    | 165 |
| 39                 | GTU | 00 | Red Roof Inns               | Steve Southard Jim Trueman                      | Porsche 914            | 164 |
| 40                 | GTU | 51 | Wynn’s International        | John Hotchkis Robert Kirby Dennis Aase          | Porsche 911            | 142 |
| 41                 | GTO | 14 | Robert LaMay                | Robert LaMay Richard Valentine Larry Parker     | Ford Mustang           | 140 |
| 42                 | GTU | 08 | Terry Wolters               | Terry Wolters Wayne Miller                      | Porsche 911S           | 129 |
| 43                 | GTX | 2  | McLaren North America       | David Hobbs Milt Minter Tom Klausler            | BMW 320i Turbo         | 119 |
| 44                 | GTX | 09 | Belcher Racing              | Gary Belcher Doc Bundy                          | Porsche 934/5          | 115 |
| 45                 | GTU | 34 | Drolsom Racing Inc.         | George Drolsom Hugh Davenport                   | Porsche 911S           | 98  |
| 46                 | GTU | 84 | Worldparts                  | Bob Speakman John Maffucci                      | Datsun 260Z            | 98  |
| 47                 | AC  | 47 | Tim Chitwood                | Tim Chitwood Sam Fillingham K. P. Jones         | Chevrolet Nova         | 90  |
| 48                 | GTO | 87 | Pedro Vazquez               | Pedro Vazquez Ron Oyler                         | Porsche 911            | 83  |
| 49                 | GTX | 06 | R. V. Shulnburg Scrap Metal | Robert Shulnburg Dave Heinz Michael Keyser      | Chevrolet Corvette     | 83  |
| 50                 | GTX | 24 | Executive Industries        | Tom Frank Bob Bergstrom                         | Porsche Carrera RSR    | 77  |
| 51                 | GTO | 46 | Mauricio de Narváez         | Mauricio de Narváez Albert Naon                 | Porsche Carrera RSR    | 76  |
| 52                 | GTU | 27 | Miami Auto Racing           | Ray Mummery Jack Refenning Tom Sheehy           | Porsche 911S           | 70  |
| 53                 | AC  | 0  | Chesrown Olds               | Gene Rutherford Tom Wallace Kathy Wallace       | Oldsmobile Cutlass     | 66  |
| 54                 | GTX | 3  | Bill Freeman Racing         | Bill Freeman Bob Harmon Byron Leydecker         | Porsche Carrera RSR    | 62  |
| 55                 | GTX | 73 | Howey Farms                 | Clark Howey Dale Koch                           | Chevrolet Camaro       | 50  |
| 56                 | GTO | 4  | B. R. Racing Team           | Mark Leuzinger Mike Van der Werff               | De Tomaso Pantera      | 48  |
| 57                 | GTX | 6  | Dick Barbour Performance    | Dick Barbour Rolf Stommelen Manfred Schurti     | Porsche 935/77A        | 47  |
| 58                 | GTX | 11 | Javier Garcia               | Javier Garcia                                   | Chevrolet Corvette     | 46  |
| 59                 | GTX | 41 | Jones Ind. Racing           | Herb Jones Steve Faul                           | Chevrolet Camaro       | 45  |
| 60                 | GTU | 76 | Quality Inn                 | Frank Thomas Lee Mueller Paul May               | Porsche 911            | 43  |
| 61                 | GTU | 19 | Hallet Motor Racing Circuit | Anatoly Arutunoff Brian Goellnicht José Marina  | Lancia Stratos         | 34  |
| 62                 | GTU | 19 | Bob Beasley                 | Bob Beasley Bruce Jennings                      | Porsche Carrera RSR    | 30  |
| 63                 | GTU | 45 | Vann's Auto Body            | Gary Steele Jim Gaeta Bob Zulkowski             | Porsche 911            | 28  |
| 64                 | GTO | 20 | Bostyan Racing              | Richard Bostyan Jerry Thompson Donald Yenko     | Chevrolet Corvette     | 26  |
| 65                 | GTO | 30 | Mandy Gonzalez              | Mandy Gonzalez Hiram Cruz Manuel Villa          | BMW 3.0 CSL            | 25  |
| 66                 | AC  | 80 | Herb Adams                  | Herb Adams Pat Bedard Marv Thomson              | Oldsmobile Cutlass     | 21  |
| 67                 | GTX | 86 | Team Pantera                | Hugh Kleinpeter Jef Stevens                     | De Tomaso Pantera GT4K | 17  |
| 68                 | GTO | 04 | Rick Thompkins              | Rick Thompkins Randy Blessing                   | Chevrolet Corvette     | 15  |
| 69                 | GTX | 59 | Brumos Porsche              | Peter Gregg Brad Frisselle                      | Porsche 935            | 11  |
| 70                 | GTO | 23 | Overbagh Motor Racing       | Hoyt Overbagh Billy Hagan Bud Wamsley           | Chevrolet Monza        | 8   |
| 71                 | GTU | 78 | Abingdon Ashley Motors      | Rod Bremner Don McKnight                        | Triumph TR7            | 7   |
| 72                 | GTU | 49 | Ted Schumacher Racing       | Ted Schumacher Robert Hubbard John Kelly        | Triumph GT6            | 7   |
| 73                 | GTX | 7  | Heimrath Racing             | Ludwig Heimrath senior Norm Ridgely             | Porsche 935            | 6   |
| 74                 | GTX | 40 | Quintana Racing             | Manuel Quintana Richard Stone                   | Ford Mustang           | 5   |
| 75                 | GTX | 1  | Dale Kreider Racing         | Dale Kreider Jack Baldwin                       | Chevrolet Corvette     | 4   |
| 76                 | GTX | 54 | Raul Garcia                 | Joaquin Lopez Raul Garcia                       | Chevrolet Camaro       | 2   |
| Nicht gestartet    |     |    |                             |                                                 |                        |     |
| 77                 | GTU | 16 | Striped Tiger Racing        | Dan Slodowick Cliff McCandles Jay Miller        | Porsche 914/6          | 1   |
| 78                 | GTU | 61 | Juan Montalvo               | Juan Montalvo Tony Garcia                       | Ford Escort            | 2   |
| Nicht qualifiziert |     |    |                             |                                                 |                        |     |
| 79                 | GTX | 65 | Ahmed Valhuerdi             | Ahmed Valhuerdi Bruce Jernigan                  | Shelby GT350           | 3   |

1 Motorschaden im Training
2 nicht gestartet
3 nicht qualifiziert

### Nur in der Meldeliste
Hier finden sich Teams, Fahrer und Fahrzeuge, die ursprünglich für das Rennen gemeldet waren, aber aus den unterschiedlichsten Gründen daran nicht teilnahmen.
| Pos. | Klasse | Nr. | Team                 | Fahrer                                    | Chassis                            |
| ---- | ------ | --- | -------------------- | ----------------------------------------- | ---------------------------------- |
| 80   | AC     | 10  | Clay Young           | Clay Young Eddie Johnson Bob Buchler      | Pontiac Grand Am                   |
| 81   | GTX    | 15  | Bavarian Motors Inc. | Alf Gebhardt Franz Romer                  | BMW 3.5 CSL                        |
| 82   | GTX    | 18  | Motorcito Racing     | Tico Almeida Rene Rodriguez Pepe Romero   | Chevrolet Corvette                 |
| 83   | GTU    | 26  | Eleven-Tenths Racing | Ernie Smith Gene Budd John Foshee         | Alfa Romeo Giulietta Sprint Veloce |
| 84   | GTX    | 39  | Neil Potter          | Neil Potter William Boyer                 | Ford Mustang                       |
| 85   | GTX    | 43  | Harris Engineering   | William Harris Charles Gano               | Ford Pinto                         |
| 86   | GTU    | 44  | Sud Porsche Racing   | Kent Murry George Van Arsdale             | Porsche 911                        |
| 87   | GTU    | 55  | Ron Duprey           | Ron Duprey Bob Lapp                       | Datsun 240Z                        |
| 88   | GTX    | 60  | Motex Automotive     | Hans Berner Willy Goebbels                | Porsche Carrera                    |
| 89   | GTX    | 63  | Pelz Jewelers        | Charles Pelz Wiley Doran                  | Chevrolet Camaro                   |
| 90   | GTX    | 66  | Ralph Noseda         | Ralph Noseda Richard Small                | Chevrolet Camaro                   |
| 91   | GTO    | 68  | Luis Mendez          | Luis Mendez Jaime Rodriguez Joaquin Lopez | Porsche Carrera RSR                |
| 92   | GTX    | 69  | T/A Racing School    | Thomas Abbott Mike Murray Byron Walker    | Ford Pinto                         |
| 93   | GTU    | 74  | George Hulse         | George Hulse Dennis Kline                 | Porsche 911                        |
| 94   | GTU    | 75  | Mike Ramirez         | Mike Ramirez Robert Cao Manuel Godinez    | Porsche 911                        |
| 95   | GTX    | 90  | Bob’s Speed Products | Bob Lee Guy Church Rick Kump              | AMC AMX                            |
| 96   | GTX    | 94  | Whittington Bros.    | Bill Whittington Don Whittington          | Porsche 935/77A                    |
| 97   | GTX    | 97  | Ansley Racing        | Tony Ansley Ron Connelly                  | Chevrolet Corvette                 |
| 98   | GTX    | 98  | The Racing Team      | Ralph Tolman Rick Hurst                   | Saab 900 Turbo                     |

### Klassensieger
| Klasse | Fahrer                  | Fahrer          | Fahrer        | Fahrzeug            | Platzierung im Gesamtklassement |
| ------ | ----------------------- | --------------- | ------------- | ------------------- | ------------------------------- |
| GTX    | Brian Redman            | Charles Mendez  | Bob Garretson | Porsche 935         | Gesamtsieg                      |
| GTO    | John Paul               | Bonky Fernandez |               | Porsche Carrera RSR | Rang 4                          |
| GTU    | Francisco Romero        | Ernesto Soto    |               | Porsche 911         | Rang 6                          |
| AC     | kein Teilnehmer im Ziel |                 |               |                     |                                 |

### Renndaten
- Gemeldet: 98
- Gestartet: 76
- Gewertet: 35
- Rennklassen: 4
- Zuschauer: unbekannt
- Wetter am Renntag: warm und trocken
- Streckenlänge: 8,369 km
- Fahrzeit des Siegerteams: 12:00:08,986 Stunden
- Gesamtrunden des Siegerteams: 240
- Gesamtdistanz des Siegerteams: 2008,461 km
- Siegerschnitt: 167,336 km/h
- Pole Position: David Hobbs - BMW 320i (#2) - 2:35,734 - 193,451 km/h
- Schnellste Rennrunde: Rolf Stommelen - Porsche 935/77A (#6) - 2:37,348 - 191,675 km/h
- Rennserie: 2. Lauf zur IMSA-GT-Serie 1978
- Rennserie: 2. Lauf zur Sportwagen-Weltmeisterschaft 1978